# Lusa Silva
Lusinete Bezerra da Silva, mais conhecida como Lusa Silva (Cacimba da Areia/PB, 1961?), é uma poeta cordelista na cidade de Marabá, no Pará.

## Biografia
Lusinete Bezerra da Silva nasceu no interior da Paraíba, no município de Cacimba da Areia. Aos 10 anos de idade, morando na cidade de Natal, capital do Rio Grande do Norte, já gostava de ler os cordéis de seu pai, e considera que foi alfabetizada por eles. Mais conhecida como Lusa Silva, em 1993 passou de trem por Marabá e decidiu mudar com o marido para a cidade. Desde então, é professora da Rede Municipal e de Ensino em Marabá.
Sua vocação como escritora de cordel surgiu depois dos 40 anos de idade, quando passou a "brincar" de fazer cordel trocando livros com outro professor da escola onde lecionava. O que virou um projeto escolar no LIED da Escola Professor Paulo Freire.
Lusa é formada em Letras, especialista em metodologia da Língua Portuguesa, e cursa especialização em Tecnologia da Educação.

## Vida pessoal
Lusa é casada.

## Obra
- 2015 - organizou a "I Coletânea de textos dos alunos escola Paulo Freire",[4]
- 2015 - participou do "I Anuário da Poesia Paraense",[4]
- 2016 - Os Cordéis de Luzinete,[1]
- 2016 - participou do "II Anuário da Poesia Paraense",[4]
- 2017 - participou do "III Anuário da Poesia Paraense",[4]
- ? - Cordel: Um Recurso Pedagógico,[1]
- ? - Proeza Poética,[4]
- ? - Um Mix de Poesias.[4]

## Reconhecimentos
- 2016 - Título de "Cidadã Marabaense" pela Câmara Municipal da cidade,[4]
- 2 vezes "Cordelista Marabense" na Noite do Cordel, evento anual promovido pela Casa da Cultura de Marabá,[4]
- Membro-Fundadora da Academia Paraense de Literatura de Cordel (APLC),[2]
- Sócia-Fundadora da Associação dos Escritores do Sul e Sudeste do Pará,[4]
- Membro da Academias de Letras Brasil (ALB), seccional Sul e Sudeste do Pará.[4]